# Leszczydół-Nowiny
Leszczydół-Nowiny – wieś w Polsce położona w województwie mazowieckim, w powiecie wyszkowskim, w gminie Wyszków. Ma status sołectwa.

## Historia
W latach 1975–1998 miejscowość administracyjnie należała do województwa ostrołęckiego.
W Leszczydole-Nowinach urodził się ksiądz Henryk Kietliński (1932–2017) – pallotyn, długoletni prowincjał polskiej prowincji pallotynów i rektor Wyższego Seminarium Duchownego Stowarzyszenia Apostolstwa Katolickiego w Ołtarzewie, przyjaciel papieża Jana Pawła II. W czasie II wojny światowej i powstania warszawskiego jeszcze jako dziecko był członkiem Szarych Szeregów i funkcjonował pod pseudonimem "Dąbek".

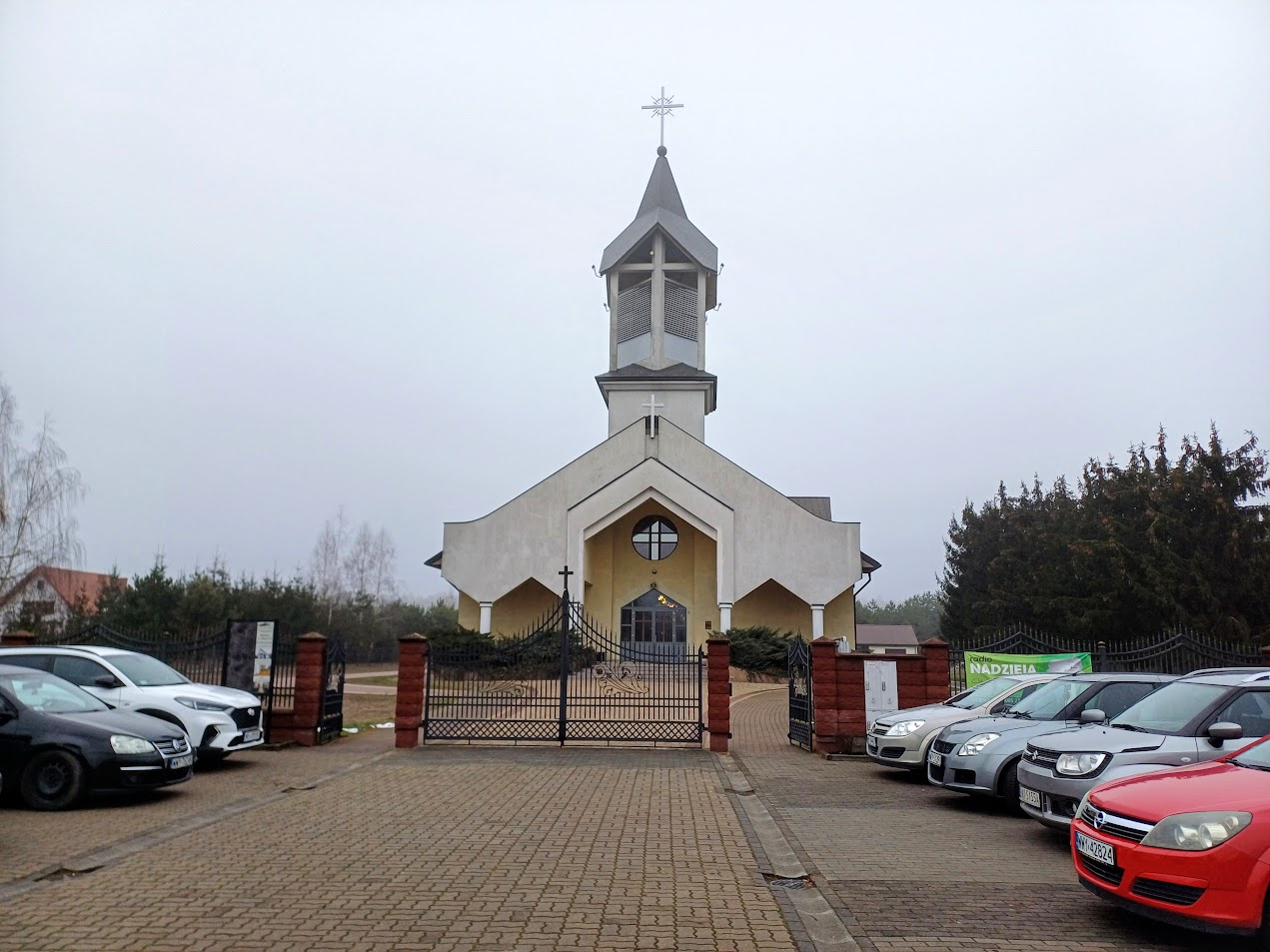
Kościół Chrystusa Sługi

## Instytucje
W miejscowości znajduje się kościół, który jest siedzibą parafii Chrystusa Sługi. W strukturze Kościoła rzymskokatolickiego parafia należy do metropolii białostockiej, diecezji łomżyńskiej, dekanatu Wyszków.
Znajduje tu się siedziba Nadleśnictwa Wyszków.
W roku 2004 utworzono Zespół Szkół im. Jana Pawła II w którego skład wchodziły Szkoła Podstawowa i Gimnazjum.

## Integralne części wsi
| SIMC    | Nazwa                  | Rodzaj                          |
| ------- | ---------------------- | ------------------------------- |
| 0523063 | Gajówka Leszczydół     | część wsi                       |
| 1060760 | Gajówka Natalin        | część wsi                       |
| 1060783 | Gajówka Pustki         | część wsi                       |
| 1060820 | Gęsia                  | część wsi                       |
| 1060843 | Gościniec              | część wsi (zniesiona w 2023 r.) |
| 1060903 | Leśna                  | część wsi                       |
| 0523070 | Leśniczówka Leszczydół | część wsi                       |
| 1060926 | Leśniczówka Wyszków    | część wsi                       |
| 1060688 | Sosnowa                | część wsi                       |
| 1060694 | Szlachta               | część wsi                       |
| 1060702 | Zacisze                | część wsi                       |